# Generali Osiguranje Srbija
Generali Osiguranje Srbija je druga po veličini osiguravajuća kuća u Srbiji, odmah nakon Dunav Osiguranja (kompanija u državnom vlasništvu). Kompanija se registrovana za obavljanje poslova životnog i neživotnog osiguranja, sa sedištem u Beogradu. Deo je Generali Grupe, jedne od najvećih globalnih kompanija iz oblasti osiguranja. Generali Grupa je osnovana 1831. godine, i danas je prisutna u više od 60 zemalja, u preko 420 kompanija, sa blizu 74,000 zaposlenih. Generali Grupa je ostvarila 70 milijardi evra prihoda od premije u 2016. godini.

## Generali u Srbiji
Generali Osiguranje Srbija zauzima 23% tržišnog učešća i ima lidersku poziciju u prodaji životnog i zdravstvenog osiguranja. Prema izveštaju Narodne Banke Srbije, najažurnija je osiguravajuća kuća u isplati šteta.
Kompanija je osnovana 1998. godine, pod imenom Delta Osiguranje, koja je bila u privatnom vlasništvu, sa fokusom na osiguranju imovine. Generali Grupa 2006. godine se vraća na srpsko tržište i postaje većinski vlasnik novoosnovane kompanije. Početkom 2007. godine kompanija postaje lider na tržištu životnog, zdravstvenog i putnog osiguranja. U septembru 2014. godine Generali Grupa postaje stopostotni vlasnik i menja naziv u Generali Osiguranje Srbija a.d.o. Kompanija nastavlja da bude tržišni lider u prodaji životnog i zdravstvenog osiguranja.

## Prodajna mreža
Generali Osiguranje Srbija se nalazi u 58 gradova u Srbiji.

## Akcionarska i vlasnička struktura
Struktura akcionarskog kapitala:
- 99,95% Generali CEE Holding B.V.
- 0,05% GP Reinsurance EAD

Generali Osiguranje je osnivač i vlasnik Generali Reosiguranja Srbija, Generali Društva za upravljanje dobrovoljnim penzijskim fondovima i Generali Osiguranja u Crnoj Gori.

## Proizvodi/usluge
- Životno osiguranje
- Osiguranje imovine
- Osiguranje motornih vozila
- Putno osiguranje
- Zdravstveno osiguranje
- Osiguranje od nezgode
- Osiguranje poljoprivrede

## Sponzorstva
Generali Osiguranje Srbija je generalni sponzor Međunarodnog poljoprivrednog sajma i jedan je od sponzora Elle Style Awards događaja.

## Interesantne činjenice
Miloš Obrenović, knez Srbije, posedovao je Generali polisu osiguranja.

## Spoljašnje veze
- Zvanični sajt Generali Osiguranja Srbija
- Generali Društvo za upravljanje dobrovoljnim penzijskim fondovima